# Vanilla moonii
Vanilla moonii (лат.) — вид однодольных растений рода Ваниль (Vanilla) семейства Орхидные (Orchidaceae). Растение впервые описано британским ботаником Джорджем Генри Кендриком Твейтсом в 1861 году.

## Распространение и среда обитания
Эндемик Шри-Ланки.

## Ботаническое описание
Ползучее растение.
Соцветие кистевидное, несёт большое количество (до 21) цветков. Чашелистики жёлто-коричневые, губа тёмно-жёлтая.